# Mathilde Uldall Kramer
Mathilde Uldall Kramer (født 15. marts 1993) er en dansk atlet medlem af Frederiksberg IF.
Mathilde Uldall Kramer vandt som 18-årig bronze ved inde-DM på 60 meter 2011. Ved et stævne i København i juni 2017 løb hun 100 m på 11,59, hvilket var den hurtigste tid af en dansk kvinde i 30 år.
2017 skiftede fra Aabenraa Idræts- og Gymnastikforening til Frederiksberg IF, men i alle årene har haft samme træner, Poul Beck.
Kramer var med på det danske 4 x 100 meterhold som blev nummer otte ved stafet-VM i Yokohama, Japan 2019 og satte dansk rekord med 43,90 i indledende heat. Den danske kvartet bestod af Astrid Glenner-Frandsen, Ida Karstoft, Mette Graversgaard og Mathilde Kramer (til finalen var Karstoft skadet og erstattet af Louise Østergaard).

## Danske mesterskaber
- Bronze 2011 200 meter 26,01
- Bronze 2011 60 meter-inde 7,86

## Personlige rekorder
- 100 meter: 11,59 Østerbro Stadion 20. juni 2017
- 200 meter: 25,90 (+0.2) Skive Stadion 18. juni 2011
- 60 meter (inde): 7,34 (dansk rekord) Bærum 10. februar 2019[3]
- 200 meter (inde): 27,41 Sparbank Arena i Skive 5. februar 2011
- Højdespring: 1,50 Sønderborg Stadion 8. september 2010
- Længdespring (inde): 5,11 Marselisborghallen i Århus 22. januar 2011